# ادو مارانگون
ادو مارانگون (به پرتغالی: Carlos Eduardo Marangon) هافبک اهل برزیل است که در شهر سائوپائولو و در تاریخ ۲ فوریهٔ ۱۹۶۳ به دنیا آمده‌است.
ادو مارانگون در تیم‌های فوتبال Portuguesa، تورینو، پورتو، فلامینگو، سانتوس، پالمیراس، سانتوس، Yokohama Flugels، Nacional، باشگاه ورزشی اینترناسیونال، کوریتیبا، Internacional-SP، Bragantino سابقهٔ حضور دارد.